# Vicki Davis
Victoria Diana „Vicki“ Davis (* 18. Juli 1980 in Los Angeles, Kalifornien), bekannt als Vicki Davis, ist eine US-amerikanische Schauspielerin und Synchronsprecherin.

## Leben
Davis wuchs in Los Angeles auf, wo sie als Schülerin in einem Amateurtheater auftrat. Während der Sommerferien wurde sie an der Carnegie Mellon University in Schauspielkunst unterrichtet. Sie studierte an der University of Southern California. Davis debütierte in der Fernsehserie USA High, in derer drei Folgen aus dem Jahr 1997 sie spielte. Im Horrorfilm Sex oder stirb! (2000), der auf dem Sitges Festival Internacional de Cinema de Catalunya 2000 ausgezeichnet wurde, trat sie an der Seite von Brittany Murphy auf.
In den Jahren 2001 und 2002 spielte Davis in einer größeren Rolle in der Fernsehserie Meine Familie – Echt peinlich. Im Mystery-Fernsehfilm Mystery Woman: Oh Baby (2006) spielte sie eine größere Rolle neben Nina Siemaszko.

## Filmografie (Auswahl)
- 1988: CBS Storybreak (eine Folge, Sprechrolle)
- 1997: USA High (drei Folgen)
- 1998: Mein großer Freund Joe (Mighty Joe Young, Film)
- 1998: Power Rangers in Space (fünf Folgen, Sprechrolle)
- 1999–2000: Odd Man Out (13 Folgen)
- 1999: Power Rangers Lost Galaxy (zwei Folgen, Sprechrolle)
- 1999: Sliders – Das Tor in eine fremde Dimension (Sliders, eine Folge)
- 2000: Sex oder stirb! (Cherry Falls, Film)
- 2001–2002: Maybe It’s Me (22 Folgen)
- 2001: Alias – Die Agentin (Alias, eine Folge)
- 2001: Final Fantasy: Die Mächte in dir   (Final Fantasy: The Spirits Within, Film, Sprechrolle)
- 2002: CSI: Miami (eine Folge)
- 2002: Time for Dancing – Gib die Hoffnung niemals auf! (A Time for Dancing, Film)
- 2004: Boston Legal (eine Folge)
- 2004: Charmed – Zauberhafte Hexen (Charmed, eine Folge)
- 2005: Medium – Nichts bleibt verborgen (Medium, eine Folge)
- 2005: Mrs. Harris – Mord in besten Kreisen (Mrs. Harris)
- 2006: CSI: Den Tätern auf der Spur (CSI: Crime Scene Investigation, eine Folge)
- 2006: Validation (Kurzfilm)
- 2006: Everwood (zwei Folgen)
- 2006: Welcome, Mrs. President (Commander in Chief, eine Folge)
- 2009: Dr. House (House, eine Folge)
- 2009: Jennifer’s Body – Jungs nach ihrem Geschmack (Jennifer’s Body, Film, Sprechrolle)
- 2011: The Middle (eine Folge)